# أليس إليوت
أليس إليوت (بالإنجليزية: Alice Elliott)‏ هي مصورة سينمائية أمريكية، ولدت في 1946.

## وصلات خارجية
- أليس إليوت على موقع IMDb (الإنجليزية)
- أليس إليوت على موقع ألو سيني (الفرنسية)
- أليس إليوت على موقع أول موفي (الإنجليزية)
- أليس إليوت على موقع قاعدة بيانات الفيلم (الإنجليزية)